# Marc Nagtegaal
Marinus Johannis „Marc“ Nagtegaal (* 2. Juni 1993 in Dirksland) ist ein niederländischer Fußballschiedsrichter. Seit Dezember 2019 leitet er Spiele der Eredivisie und ist zudem seit Januar 2024 als FIFA-Schiedsrichter gelistet.
Nach nur etwas mehr als einer Saison als Spielleiter in der zweiten niederländischen Liga gelang Nagtegaal bereits der Aufstieg in die höchste niederländische Spielklasse, die Eredivisie. Im Dezember 2019 leitete er dort die Begegnung zwischen RKC Waalwijk und dem SC Heerenveen.
Zum Jahresbeginn 2024 meldete ihn der Niederländische Fußballverband für die FIFA-Liste, was ihn zur Leitung internationaler Partien berechtigt. Sein Debüt auf diesem Parkett gab er im März des gleichen Jahres in der Qualifikation zur U-17-EM im Spiel zwischen Portugal und Irland. Seine erste internationale Spielleitung im Herrenbereich verzeichnete er im folgenden Juli in der 1. Qualifikationsrunde zur UEFA Europa League bei Wisła Krakau gegen KF Llapi.
Nagtegaal wurde in der ehemaligen Gemeinde Dirksland auf der Insel Goeree-Overflakkee in Südholland geboren und wuchs dort auch auf. Mittlerweile lebt er in Hendrik-Ido-Ambacht.